# Max von Viebahn
Max Rudolf Fritz Gustav von Viebahn (* 27. März 1888 in Detmold; † 7. November 1980 in Stuttgart) war ein deutscher General der Infanterie im Zweiten Weltkrieg.

## Leben

### Herkunft
Max entstammte der Adelsfamilie von Viebahn. Er war ein Sohn des preußischen Generalleutnants Hermann von Viebahn und dessen Ehefrau Luise von Viebahn (* 1864). Zu seinen sechs Geschwistern zählte der Generalmajor Hans von Viebahn (1889–1977).

### Militärkarriere
Viebahn trat am 14. Februar 1906 als Fahnenjunker in das Kaiser Alexander Garde-Grenadier-Regiment Nr. 1 der Preußischen Armee ein. Am 16. August 1907 wurde er mit Patent vom 14. Februar 1906 zum Leutnant befördert. Während des Ersten Weltkriegs gehörte Viebahn zur Heeresgruppe Deutscher Kronprinz, mit der er an der Westfront zum Einsatz kam. Nach einer Verwundung kam er als Offizier in den Stabsdienst. Zu dieser Zeit kam er in enge Verbindung mit zahlreichen führenden Militärs der 1920er bis 1940er Jahre, insbesondere mit Kurt von Schleicher, dem von 1930 bis 1934 als Chef der Heeresleitung amtierenden Kurt von Hammerstein und mit dem späteren Generalstabschef Ludwig Beck. Am 18. Oktober 1915 wurde er zum Hauptmann befördert. Außerdem erhielt er neben beiden Klassen des Eisernen Kreuzes das Ritterkreuz des Königlich Hausordens von Hohenzollern mit Schwertern.
In der Zwischenkriegszeit wurde Viebahn als Hauptmann beim Stab des Reichswehr-Gruppenkommandos 1 in Berlin verwendet. Seit Herbst 1921 war er beim Bataillonsstab im 9. Infanterie-Regiments. Im Herbst 1923 oder Frühjahr 1924 wurde Viebahn dem Stab des 2. Division in Stettin zugeteilt. Während dieser Zeit wurde er am 1. Oktober 1926 zum Major befördert. 1929 wurde er ins Reichswehrministerium in Berlin abkommandiert. In diesem war er bis 1932 in der Heeres-Ausbildungsabteilung beziehungsweise als Leiter der Heeres-Personalabteilung im Heeres-Personalamt tätig. Zum 1. Oktober 1929 wurde er in dieser Stellung zum Oberstleutnant befördert (Datierung des Patents auf den 1. April 1930). Zum 1. Oktober 1932 wurde Viebahn als Nachfolger von Curt von Einem Kommandeur des 5. Infanterie-Regiments in Stettin. In dieser Stellung wurde er am 1. Februar 1933 zum Oberst befördert.
Um 1935 wurde Viebahn als Nachfolger von Hermann Geyer zum Chef des Stabes des Gruppenkommandos 2 in Kassel ernannt. In dieser Stellung wurde er am 1. November 1935 zum Generalmajor befördert. Am 1. Oktober 1937 wechselte er als Nachfolger von Erich Lüdke als Kommandeur zur 34. Infanterie-Division nach Koblenz. Zum 1. Januar 1938 wurde Viebahn zum Generalleutnant befördert. Kurz darauf, am 5. Februar 1938, erreichte ihn eine Abkommandierung ins Oberkommando der Wehrmacht (Befehl vom 4. Februar 1938), in dem er die Leitung der Amtsgruppe „Führungsstab“ (Wehrmachtsführungsstab) übernehmen sollte. Er ließ sich allerdings zunächst einige Wochen beurlauben, um die Übergabe seiner Division zu regeln. Sein faktischer Dienstantritt erfolgte erst am 21. Februar 1938.
Viebahns Ernennung zum Chef des Wehrmachtsführungsstabes in Berlin war auf Betreiben seines alten Freundes Ludwig Beck erfolgt, der inzwischen zum Chef des Generalstabes des Heeres avanciert war. Beck hatte den als regimeskeptisch geltenden Viebahn für die wichtige Position des Chefs des Führungsstabs ausgesucht, da er hoffte, auf diese Weise innerhalb der Armeeführung eine zusätzliche Bremse gegen den von ihm als zu riskant angesehenen Kurs außenpolitischer Aggression, den die von Adolf Hitler geführte Reichsregierung verfolgte und der in der Armeeführung Ende 1937 erkennbar geworden war, zu schaffen.
Zwar lag Beck mit seiner Einschätzung Viebahns als eines Mannes, der vor militärischen Abenteuern zurückschreckte, richtig. Jedoch scheiterte der Plan sehr schnell, Viebahn in eine Front hoher Offiziere einzureihen, die Hitler als Oberbefehlshaber vor kriegerischen Aktionen abhalten sollten. Während der sich in der ersten Märzhälfte 1938 abspielenden Krise um die Forderung der NS-Regierung, die Republik Österreich zu annektieren und als neue Provinz in das Deutsche Reich einzugliedern, erlitt Viebahn einen Nervenzusammenbruch, da er fürchtete, dass die Österreich-Krise zu einem allgemeinen europäischen Krieg führen könnte, der für das Deutsche Reich, das diesem nicht gewachsen sei, in einer Katastrophe enden müsste. Er verwies dabei insbesondere auf den Vertrag von Saint Germain aus dem Jahr 1919, in dem die Siegermächte des Ersten Weltkriegs eine Vereinigung Österreichs mit dem Deutschen Reich ausdrücklich verboten hatten. Seine Verzweiflung über das „Spiel mit dem Feuer“, das die politische und militärische Führung des Reiches unternahm, ging so weit, dass er Weinkrämpfe erlitt und sich in seinem Büro einschloss. Hitler und der Chef des Oberkommandos der Wehrmacht, Wilhelm Keitel, reagierten hierauf, indem sie Viebahn seines Postens enthoben, ihn zeitweise in eine Nervenheilanstalt einweisen ließen und ihn durch Alfred Jodl ersetzten, der sich in der Folgezeit als williger Mitträger des Hitler’schen Kurses waghalsiger außenpolitischer Aggressionen unter bewusster Inkaufnahme eines neuen kriegerischen Aufeinanderprallens der europäischen Großmächte erwies.
Nach seiner Genesung wurde Viebahn zum Kommandeur der 257. Infanterie-Division ernannt. Zu Beginn des Zweiten Weltkriegs kam sein Großverband beim Überfall auf Polen nicht mehr zum Einsatz. Daher führte er die Division zuerst im Westfeldzug in den Kampf. Am 1. März 1941 gab Viebahn die Führung seiner Division ab. Er wurde dafür mit der Führung des Höheren Kommandos LX betraut. Am 1. April 1941 wurde er zum General der Infanterie befördert und in dieser Stellung zum Kommandierenden General des Höheren Kommandos LX ernannt. Mit diesem wurde er an der Kanalküste in Frankreich eingesetzt. Dieses Kommando gab er Mitte Dezember 1941 ab. Am 30. September 1942 wurde er schließlich aus der Wehrmacht verabschiedet.
Nach Kriegsende geriet Viebahn in alliierte Gefangenschaft, in der er bis etwa 1948 verblieb. Während dieser Zeit wurde er im Rahmen der Nürnberger Prozesse und anderer Untersuchungsverfahren wiederholt als Zeuge vernommen. Nach seiner Entlassung lebte er mit seiner Frau in einem Dorf am nordöstlichen Ende des Schwarzwaldes.

## Schriften
- Generaloberst Ludwig Beck 29. Juni 1880 – 20. Juli 1944. ohne Ort, 29. Juni 1948. (unpubliziert)
- Der Weg des deutschen Heeres von 1918–1939.